# 域多利街
域多利街是加拿大卑詩省溫哥華的一條街道，位於東36街與東54街之間。該街區有着充滿活力的華人社區，亦有許多食肆、雜貨店及其他服務設施。
喜士定街與1街之間的域多利街街區佈滿了緊密相連的社區。此處有社區花園、村角商店及植物花店，以及有100年歷史的傳統住宅。大多數房屋裝修精緻，看起來跟100年前別無二致。整個夏日街上都會舉辦派對；聖誕期間則會有不同族裔人士共同慶祝。